# Arisa Weruwanarak
Arisa Weruwanarak (* 26. Juni 2003 in Bangkok) ist eine thailändische Hürdenläuferin, die sich auf die 400-Meter-Distanz spezialisiert.

## Sportliche Laufbahn
Erste internationale Erfahrungen sammelte Arisa Weruwanarak bei den Asienspielen 2018 in der indonesischen Hauptstadt Jakarta, bei denen sie mit der thailändischen 4-mal-400-Meter-Staffel den siebten und mit der gemischten Staffel den sechsten Rang erreichte. Im Jahr darauf siegte sie in 60,52 s bei den Jugendasienmeisterschaften in Hongkong und wurde mit der Sprintstaffel (1000 Meter) in 2:17,11 min Sechste. Im Dezember belegte sie bei den Südostasienspielen in Capas in 55,53 s den vierten Platz im 400-Meter-Lauf und gewann mit der Staffel in 3:39,78 min die Silbermedaille hinter dem Team aus Vietnam, wie auch mit der gemischten Staffel in 3:26,09 min. 2023 belegte sie bei den Südostasienspielen in Phnom Penh in 64,50 s den fünften Platz im Hürdenlauf und gewann in 3:39,29 min die Bronzemedaille mit der Frauenstaffel hinter den Teams aus Vietnam und den Philippinen. Anschließend schied sie bei den Asienmeisterschaften in Bangkok mit 56,78 s in der Vorrunde über 400 Meter aus und gelangte mit der Mixed-Staffel mit 3:22,20 min auf den fünften Platz. 2025 wurde sie mit der Mixed-Staffel bei den Asienmeisterschaften in Gumi in 3:26,05 min Siebte. Anschließend kam sie bei den World University Games in Bochum mit 60,89 s nicht über die Vorrunde über 400 m Hürden hinaus.
In den Jahren 2022, 2024 und 2025 wurde Arisa Weruwanarak thailändische Meisterin im 400-Meter-Hürdenlauf sowie 2025 auch über 100 m Hürden und 2022 in der Mixed-Staffel über 4-mal 400 Meter.

## Persönliche Bestleistungen
- 400 Meter: 55,26 s, 27. Mai 2023 in Neu-Taipeh
- 100 m Hürden: 14,15 s (+0,1 m/s), 3. Mai 2025 in New Clark City
- 400 m Hürden: 60,25 s, 24. Juni 2025 in Pathum Thani